# Music Industry Awards 2016

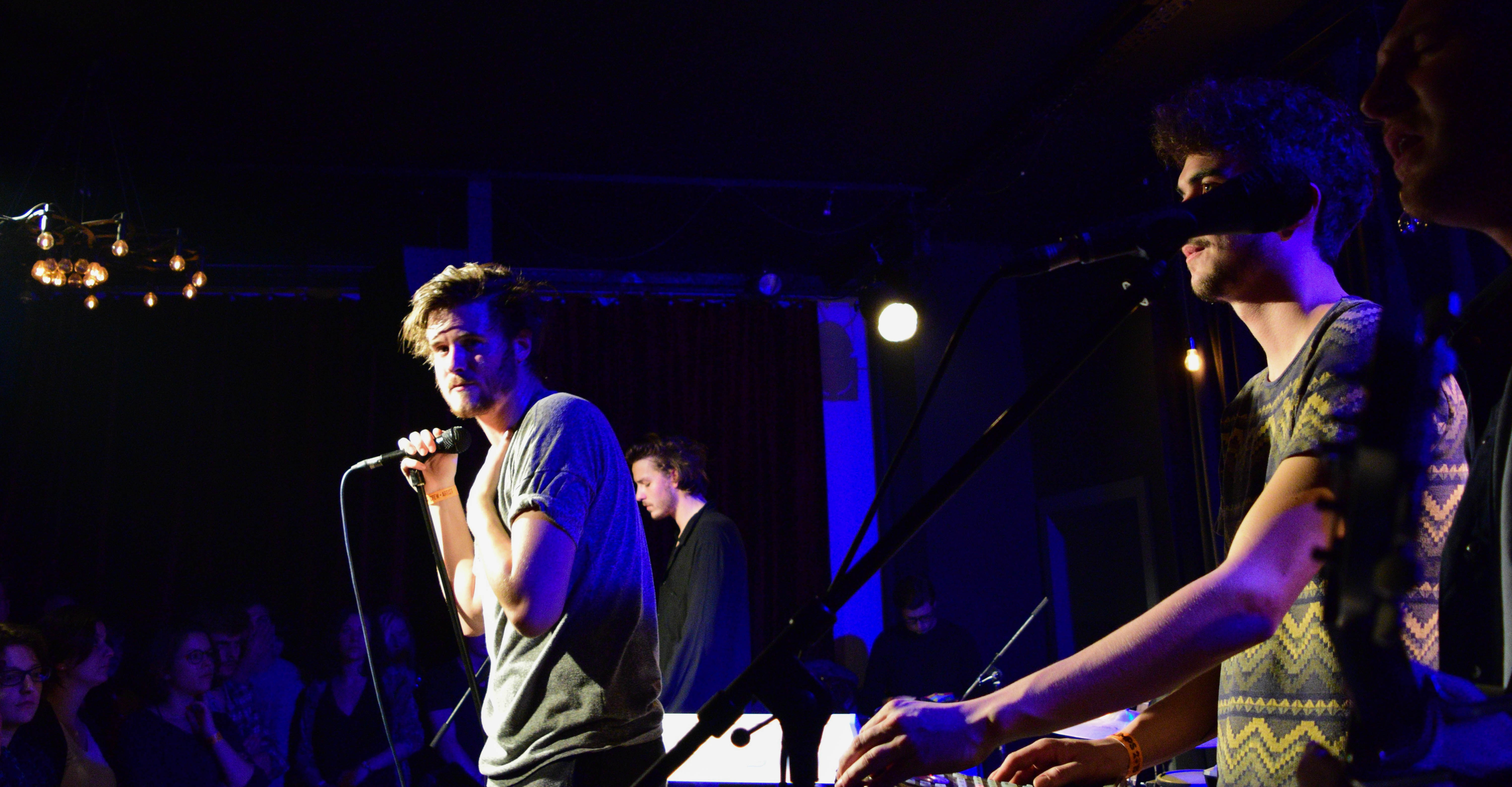
Bazart werd voor het eerst genomineerd, en wist meteen 5 van de 7 te nominaties verzilveren, waaronder die van Hit van het jaar voor Goud.

De Music Industry Awards of MIA's van 2016 werden toegekend op 2 februari 2017 in Paleis 12 te Brussel. Het was de tiende editie van de MIA's. Presentator was Bart Peeters. Grote winnaar van deze editie was Bazart, dat vijf prijzen in de wacht sleepte.

## Optredens
| Artiesten        | Nummers              |
| ---------------- | -------------------- |
| Tourist LeMC     | Horizon              |
| Stan Van Samang  | Candy                |
| Het Zesde Metaal | Naar de wuppe        |
| Laura Tesoro     | What's the Pressure  |
| Coely            | Don't Care           |
| Emma Bale        | Worth It             |
| Netsky           | Higher Rio Who Knows |
| Goose            | Call Me              |
| Bazart           | Goud                 |

## Genomineerden en winnaars 2016
Hieronder de volledige lijst van genomineerden en winnaars (vet) in elke categorie.
| Categorie        | Genomineerden Winnaars                                                                  | Voor                                            | Uitgereikt door        |
| ---------------- | --------------------------------------------------------------------------------------- | ----------------------------------------------- | ---------------------- |
| Hit van het jaar | Lost Frequencies feat. Sandro Cavazza Bazart Tourist LeMC feat. Spiritually Wally Milow | Beautiful Life Goud Horizon Howling at the Moon | publiek via televoting |
| Album            | Het Zesde Metaal Bazart Ertebrekers Warhaus                                             | Calais Echo Otel We Fucked A Flame Into Being   | muziekindustrie        |
| Beste groep      | Bazart Clouseau Goose Het Zesde Metaal                                                  |                                                 | publiek                |
| Solo man         | Bent Van Looy Lost Frequencies Stan Van Samang Tourist LeMC                             |                                                 | publiek                |
| Solo vrouw       | Coely Emma Bale Melanie De Biasio Trixie Whitley                                        |                                                 | publiek                |
| Videoclip        | TaxiWars Tourist LeMC feat. Spiritually Wally Stikstof Compact Disk Dummies             | Bridges Horizon Ja dan Silver                   | muzieksector           |
| Pop              | Bazart Hooverphonic Milow Stan Van Samang                                               |                                                 | publiek                |
| Nederlandstalig  | Bazart Ertebrekers Het Zesde Metaal Tourist LeMC                                        |                                                 | publiek                |
| Dance            | Compact Disk Dummies Dimitri Vegas & Like Mike Lost Frequencies Netsky                  |                                                 | publiek                |
| Alternative      | Black Box Revelation Goose Soulwax Warhaus                                              |                                                 | publiek                |
| Vlaams populair  | Christoff Dana Winner Laura Lynn Niels Destadsbader                                     |                                                 | publiek                |
| Live act         | Bazart Goose Oscar and the Wolf Stan Van Samang                                         |                                                 | muziekindustrie        |
| Doorbraak        | Bazart Hydrogen Sea Laura Tesoro Warhaus                                                |                                                 | publiek                |
| Auteur/componist | Alex Callier Jan Swerts Stephen/David Dewaele Wannes Cappelle                           |                                                 | muziekindustrie        |
| Muzikant(e)      | Jasper Maekelberg Lander Gyselinck Robin Verheyen Tom Lodewyckx                         |                                                 | muziekindustrie        |
| Artwork          | SX Melanie De Biasio Jan Swerts The Sore Losers                                         | Alphabet Blackened Cities Schaduwland Skydogs   | muziekindustrie        |

Toots Thielemans kreeg postuum de Lifetime Achievement Award. Herman Schueremans kreeg de Sector Lifetime Achievement Award, een prijs die voor het eerst werd uitgereikt aan iemand die een belangrijke bijdrage leverde aan de ondersteuning en ontwikkeling van de Vlaamse muzieksector.

## Aantal MIA's en nominaties

### Nominaties
| Aantal nominaties | Artiest              |
| ----------------- | -------------------- |
| 7                 | Bazart               |
| 4                 | Het Zesde Metaal     |
| 4                 | Tourist Lemc         |
| 3                 | Lost Frequencies     |
| 3                 | Stan Van Samang      |
| 3                 | Warhaus              |
| 2                 | Melanie de Biasio    |
| 2                 | Compact Disk Dummies |
| 2                 | Jan Swerts           |
| 2                 | Laura Tesoro         |
| 2                 | Milow                |
| 2                 | Goose                |
| 2                 | Ertebrekers          |
| 2                 | Soulwax              |

### Awards
| Aantal awards | Artiest |
| ------------- | ------- |
| 5             | Bazart  |

## Trivia
- Goud van Bazart, dat uitgeroepen werd tot Hit van het jaar, kwam een week na de MIA's opnieuw binnen in de Ultratop 50, op plaats 12, een plaats die het nummer in de voorbije 43 weken nooit behaalde.
- Na de MIA's waren er ook enkele opvallende wijzigingen in de Vlaamse albumlijst van Ultratop : Echo van Bazart steeg door naar de eerste plaats (+4), het titelloze album van Stan Van Samang steeg naar de tweede plaats (+8), Het Zesde Metaal, winnaar performer en beste album steeg door naar plaats 10 (+13) met Calais, En route van Tourist LeMC steeg naar 13 (+6), Less is More van Lost Frequencies stond op plaats 24 (+7), Otel van Ertebrekers steeg door naar 49 (+47) en Goose steeg naar plaats 27 (+71 omhoog) en maakte zo het grootste verschil van de MIA-genomineerden.